# Zastenka
Zastenka (en rus: Застенка) és un poble de l'óblast d'Astracan, a Rússia, segons el cens del 2013 tenia 563 habitants.